# Jinjiadian (köpinghuvudort i Kina, Jilin Sheng, lat 42,34, long 126,89)
Jinjiadian är en köpinghuvudort i Kina. Den ligger i provinsen Jilin, i den nordöstra delen av landet, omkring 220 kilometer sydost om provinshuvudstaden Changchun. Antalet invånare är 12 574. Befolkningen består av 5 935 kvinnor och 6 639 män. Barn under 15 år utgör 11,0 %, vuxna 15-64 år 78 %, och äldre över 65 år 9,0 %.
Runt Jinjiadian är det ganska tätbefolkat, med 166 invånare per kvadratkilometer. Närmaste större samhälle är Huayuankou, 15,6 km öster om Jinjiadian. Omgivningarna runt Jinjiadian är en mosaik av jordbruksmark och naturlig växtlighet.
Genomsnittlig årsnederbörd är 1 137 millimeter. Den regnigaste månaden är juli, med i genomsnitt 304 mm nederbörd, och den torraste är januari, med 12 mm nederbörd.